# Станчево
Станчево (рум. Stanciova) је село у граду Рекаш, које припада жупанији Тимиш у Републици Румунији. Званични, помађарен назив места је био Sztancsofalva (1897). Насеље је значајно по присутној српској националној мањини у Румунији.

## Положај насеља
Село Станчево се налази у источном, румунском Банату, веома далеко од српске границе. Ова област је позната као Банатска Црна Гора. Село се налази у горњем току Тамиша, 40 km источно од Темишвара ка Лугошу. Сеоски атар је брежуљкастог карактера.

## Историја
Према "Румунској енциклопедији" село се помиње 1456. године као посед Јанка де Хунедоара, румунског великаша. По усменом предању народном (традицији) ту су се населила три (два?) брата Црногорца: Станко, Годен (или Гојко) и Марко. Од њих су настaле три урбане целине Станчево, Годеново и Матица (по њиховој мајци са којом је живео Марко). Помињу се та места (изузев Матице) у 14. и 15. веку. Станчево и Годеново, раздваја једна уска удолина. Ту је живело око 200 домова, а на средини између оба насеља била је православна црква. Становништво Станчева води порекло из Црне Горе. То се знало да су Црногорци, и по томе што су говорили чистим српским наречјем, а не банатским, како се углавном говори у околини. За време мађарске буне, као ратоборни људи одмах су скочили да бране свој српски род.
Године 1462. помиње се "Станчево" насеље. Након протеривања Турака у Станчеву је 1717. године пописано 12 кућа. Зна се да ту живе 1718-1722. године Срби досељеници из Црне Горе. Српска православна богомоља брвнара постојала је 1796. године, а срушена је да би се ту подигла нова 1890-1894. године.
Царски ревизор Ерлер је 1774. године констатовао да "Stanzova" потпада под Барачки округ, Липовског дистрикта, и да у њему живе претежно Румуни. Када је 1797. године пописиван православни клир у месту су два свештеника. Отац и син, парох поп Алексије Конда (рукоп. 1772) и ђакон Јосиф Конда (1794) говорили су српским и румунским језиком.
Пошта је била у оближњем Рекашу (1884). Словаци из Тренчина су досељени 1852-1853. године, али се нису усталили. Између 1905-1907. године у месту је било око 150 породица Мађара. Године 1925. досело се око 200 Трансилванских Румуна.
По попису из 1861. године Станчево је у Липовачком срезу, и у њему живи 911 Срба. Број становника Срба је растао, па је 1847. године забележено 973, а 1867. године већ њих 1005. У једном осврту из 1867. године на школске прилике, каже се да је у Станчеву измешано српско-румунско становништво. Општина та даје за Школски фонд 111 ф.
Српска земљорадничка задруга у Станчеву основана је и потврђена 1906. године.
Годиново село је у 20. веку постало део Станчева. Липовски Срби великаши Бранковићи су 1610. године били власници поседа "Годиново". Гроф Јован Бранковић је као наследник српског Деспота Ђорђа Бранковића, тражио је од угарског владара да му се преда наследство. 
Аустријски царски ревизор Ерлер је 1774. године констатовао да место припада Барачком округу, Липовског дистрикта. Становништво је било измешано, српско и влашко.

## Црква и школа
Стара црква брвнара је подигнута 1754. године, а забележена и 1767. године. Приликом пописа православног клира 1797. године ту је затечен парох, поп Алексије Конда (рукоп. 1772) и ђакон син Јосиф Конда (рукоп. 1794) који су се служили српским и румунским језиком. Садашња српска православна црква грађена је 1887-1891. године. Посвећена је Св. великомученику Георгију и заједничка за Станчево и Годиново, између којих се налази. Стари иконостас је расклопљен а радио га је Г. Мургу 1870. године. Храм је репариран током 1936. године. Нови иконостас је радио 1980. године сликар аматер Георг Јакобеско из Темишвара. Пошто је и овај иконостас уклоњен током велике репарације 2006. године, очекује се постављање новог. 
Пренумерант једне румунске књиге био је 1832. године станчевачки парох Василије Петровић.
По државном шематизму православног клира у Угарској из 1846. године Станчево је парохија у Липовском протопрезвирату, Темишварске епархије. Месно православно парохијско звање је основано и црквене матрикуле се воде од 1779. године. Постоји православна црква посвећена Св. Георгију, а у месту 1846. године живи 973 православне душе, са парохом поп Георгијем Петровићем. Ради те године и народна вероисповедна школа, коју похађа 47 ученика, са учитељем такође Георгијем Петровићем.
Станчево је 1865. године имало једну парохију пете платежне класе, са 913 Срба православаца. Ту је око 200 домова досељених Црногораца. По протопрезвитерском извештају са краја 1891. године у станчевачкој православној парохији су једна црква са једним свештеником, а 970 православаца станује у 156 српских домова. Године 1892. поставља се свршени богослов Сава Поповић из Шида, за администратора у Сантову. Сантовачка црквена општина је 1895. године због нереда и нерада била распуштена. Против админстратора парохије јеромонаха Спиридона Оберкнежевића било је жалби из Станчева 1896. године. Тражено је затим од стране епархије да се 1897. године изјасни да ли ће напустити место. У лето 1897. године расписан је стечај за пароха, у парохији шестог платежног разреда. За јереја Ђорђа Петровића се каже 1898. године да је бивши сантовачки парох. Године 1906. је био конкурс за пароха у Станчеву. Службовао је 1907. године као парох у Станчеву Дамјан Војновић.
Јануара 1866. године намештен је учитељ Милош Војновић у чисто српској школи у Станчеву. Није имао конкурената, па је изабран за привременог и има рок од годину дана да положи учитељски испит у Сомбору, на препарандији. Он то није урадио ни у лето 1868. године. Он је био тада претплатник "Школског листа". Војновић је завршио основну школу и румунску препарандију у Араду, и био оспособљен за подучитеља. Када је 1884. године умро учитељ Војновић, његова удовица Јустина В.Мургуловић је добила новчану помоћ 84 ф. из Државне учитељске мировне закладе. Расписан је 1884. године конкурс за учитеља, са платом 100 ф. Љубомир Марковић је између 1885-1889. године био учитељ у Станчеву.  
Октобра 1889. године тражен је мушки учитељ у српској школи у Станчеву. 
У Станчеву је почетком 1895. године расписан стечај за учитеља, у српској школи са платом 400 ф. Конкурсом за упражњено учитељско место у Станчеву, показује се да је у месту четвороразредна мешовита вероисповедна школа. Основна плата учитеља износи 208 ф, а услов је да има доказ о положеном испиту из мађарског језика. Други месни учитељ тада је Илија Јорговановић. Јула 1896. године тражен је учитељ у Станчеву. Учитељ се тражио и 1897. и 1898. године. После оставке учитељице госпођице Видосаве Зурковићеве, расписан је конкурс за школу у Станчеву, почетком 1900. године. Именована је учитељица у месту 1899. М. Јагеревићева. Учитељ је тражен и 1901. године, а каже се да је у пензију урачинљиво 800-1000 круна плате. Исто је било и августа 1902. године. Јуна 1906. године објављено је да су упражњена места учитеља и учитељице у Станчеву. Плата им је иста и износи 600 к, док учитељ за рад у пофторној школи добија још и 6 ланаца ораће земље. У станчевачкој школи су 1907. године предавале две учитељице, Марија Букурова и Душанка Димитријевић (и 1906). У години 1907. дошло је до истовремене смене обе учитељице, старе су наследиле нове, Зорка Аћимова и Марија Журановић. Није било сталних учитеља у Станчеву 1908. године. Учитељ у Станчеву 1910. године је био Мирослав Бугарски.

## Становништво
По последњем попису из 2002. године село Станчево имало је 402 становника. Последњих деценија број становника опада.
Село је једно од малобројних насеља која су остала већински српска у источном, румунском Банату, чему је вероватно допринела удаљеност од границе, због чега није насељавано Румунима (као српска села до границе са Србијом). Национални састав на појединим пописима био је следећи:
| Година пописа | 1910. год.   | 1992. год.  | 2002. год.  |
| Укупно ст.    | 1.104        | 453         | 402         |
| Срби          | 1020 (92,4%) | 264 (58,3%) | 239 (59,5%) |
| Румуни        | 9 (2,4%)     | 170 (37,5%) | 149 (37,1%) |
| остали        | 75 (6,8%)    | 19 (4,2%)   | 14 (3,5%)   |